# Прича о сејачу
Прича о сејачу је једна од најпознатих Исусових алегоријских прича. Говори о сејачу који баца семе унаоколо (на пут, на стену, међу трње) те већина семена бива изгубљено. Међутим мањи део семења пада на добро тло те рађа вишеструко.
Ова прича је забележена у канонским јеванђељима по Матеју, Марку и Луки, као и у неканонском јеванђењу по Томи.

## Прича
Прича почиње тако што је тај дан Исус изашао из куће и сео крај мора, а око њега се окупило мноштво људи. Након тога се попео на лађу и држао беседу, док је народ стајао на обали.

### По Матеју
Еванђеље по Матеју преноси следећу Исусову причу:

### По Марку
Еванђеље по Марку преноси следеће:

### По Луки
Еванђеље по Луки преноси следеће:

### По Томи
Еванђеље по Томи преноси следеће:

## Тумачења
По завршетку беседе, Исус је дао тумачење ове приче својим ученицима. Када су га питали зашто народу говори у причама, Исус је одговорио: "Вама је дано да знате тајне царства Божјег, а онима напољу све у причама бива" (Марко 4:11). Јер они "гледајући не виде и слушајући не чују нити разумеју" (Матеј 13:11-13). Када су га ученици упитали да им разјасни значење приче, он им одговори: 
| „ | Зар не разумете ову причу? А како ћете све приче разумети? | ” |

 Након тога, Исус им разјасни причу о сејачу:

### По Матеју
Матеј наводи следеће Исусово тумачење приче о сејачу:

### По Марку
Марко наводи следеће Исусово тумачење приче о сејачу:

### По Луки
Лука наводи следеће Исусово тумачење приче о сејачу:

### Савремена тумачења
Већина проучавалаца сматра да је ова Исусова прича изворно оптимистична, јер без обзира на све неуспехе семе на крају успе, пусти корен и да велики принос.
Постоје и они који доводе у питање да ли је разјашњење у канонским јеванђељима изворно Исусово или је касније уметнуто. Неки сматрају да је Исус говорио у алегоријским причама зато што није желео да га сви разумеју, већ само његови следбеници. Они сматрају да је неопходно унапред имати вере у Исуса, у супротном Исус их неће просветлити већ само збунити.
Понекад се парабола тумачи у смислу да има више нивоа спасења: Иринеј сматра да има разлике између небеских боравишта оних који произведу стоструко, оних који произведу шездесетоструко и оних који произведу тридесесетоструко.
Према тумачењу мормонске цркве, “реч“ представља сва канонска јеванђеља, која не прихватају сви са истом посвећеношћу:
| „ | Парабола јасно говори где лежи одговорност за краљевство Божје и прихватање јеванђеља. Она није у сејачи нити у семену, већ у „тлу“, срцу човека. | ” |